# Polytrichum campylocarpum
Polytrichum campylocarpum là một loài rêu trong họ Polytrichaceae. Loài này được Müll. Hal. mô tả khoa học đầu tiên năm 1848.